# Casa Domènec Ramoneda
La Casa Domènec Ramoneda és una obra eclèctica de Sentmenat (Vallès Occidental) inclosa a l'Inventari del Patrimoni Arquitectònic de Catalunya.

## Descripció
Edifici de planta baixa, pis i golfes. La planta baixa té porta d'accés allindada i dues finestres de la mateixa tipologia als costats. Al primer pis hi ha un balcó corregut de dues obertures, també allindanades, i amb esgrafiat floral a la llinda.
Al pis de les golfes, hi ha vuit finestres rectangulars que alternen amb elements decoratius esgrafiats de tema floral. A la banda dreta, hi ha un cos de planta i pis. El coronament de l'edifici és amb barana, sostinguda per carteles d'inspiració clàssica i decorada per gerros.

## Història
La casa va ser construïda l'any 1898, data que apareix esgrafiada al centre de la façana principal.